# تاكاميتسو يوشينو
تاكاميتسو يوشينو (باليابانية: 吉野 峻光) (24 أبريل 1989 في كيوتو في اليابان – )؛ هو لاعب كرة قدم ياباني سابق كان يلعب كلاعب وسط.

## وصلات خارجية
- تاكاميتسو يوشينو على موقع رابطة كرة القدم اليابانية للمحترفين (اليابانية)
- تاكاميتسو يوشينو على موقع قاعدة بيانات كرة القدم.إي يو (الإنجليزية)
- تاكاميتسو يوشينو على موقع Soccerway.com (الإنجليزية)
- تاكاميتسو يوشينو على موقع عالم كرة القدم.نت (الإنجليزية)